# اچ‌ام‌اس ویتاکر (کی۵۸۰)
اچ‌ام‌اس ویتاکر (کی۵۸۰) (به انگلیسی: HMS Whitaker (K580)) یک کشتی بود که طول آن ۳۰۶ فوت (۹۳ متر) بود. این کشتی در سال ۱۹۴۳ ساخته شد.